# Lewisia sacajaweana
Lewisia sacajaweana är en källörtsväxtart som beskrevs av B.L.Wilson. Lewisia sacajaweana ingår i släktet Lewisia och familjen källörtsväxter. Inga underarter finns listade i Catalogue of Life.